# Triptiek van Londen
Triptiek van Londen is een privéaltaar uit het begin van de 14e eeuw, dat is ontstaan in het atelier van de Siënese kunstschilder Duccio di Buoninsegna. De vorm, afmetingen en constructie van dit triptiekje zijn vrijwel identiek aan die van het Bostonse triptiekje. Het is daarom vrijwel zeker dat ze uit hetzelfde schrijnwerkersatelier afkomstig zijn.
De Londense triptiek heeft dezelfde soort geometrische motieven op de buitenzijde als die in Boston. De Madonna met Kind en vier engeltjes op het middenpaneel wordt geflankeerd door de heiligen Dominicus en Aurea van Ostia (of misschien Agnes). Boven de Madonna bevinden zich kleinere figuren met banderollen die personen uit het Oude Testament voorstellen: in het midden koning David (frontaal) met links van hem Daniël, Mozes, Jesaja, en rechts Abraham, Jakob en Jeremia.
Over de datering bestaat geen duidelijke consensus. Terwijl onder andere de National Gallery meent dat het een geavanceerd werk is dat na de Maestà is ontstaan, zien kunsthistorici als White en Bellosi het eerder als een werk uit Duccio's middenperiode waarin hij nog sterk onder invloed stond van de Franse gotiek en de figuren nog niet de monumentaliteit hadden van Retabel nr. 47. Zij dateren het rond 1300.

## Herkomst
Volgens de website van de National Gallery in Londen, die het triptiekje in 1857 aankocht, is het waarschijnlijk gemaakt voor de dominicaanse broeder en staatsman Niccolò Alberti (Nicolaas van Prato) (overleden in 1321). Hij was kardinaal-bisschop van het bisdom Ostia vanaf 1303.